# Georg Adam Bauer
Georg Adam Bauer (* 24. Oktober 1828 in Wunsiedel; † 27. September 1901 in Regensburg) war ein königlich-bayerischer Ingenieur.

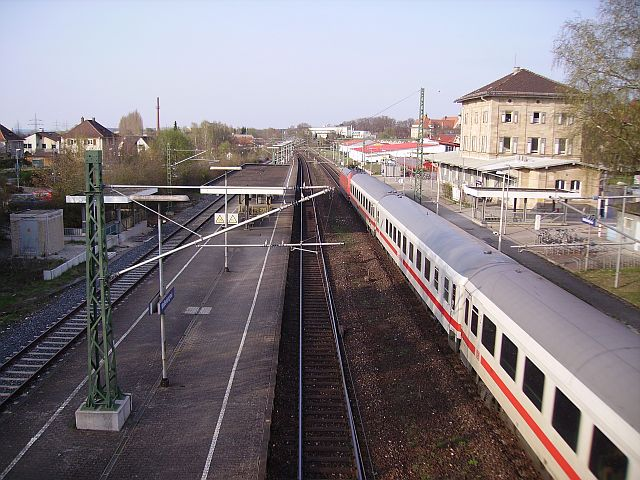
Bahnhof Weißenburg in Bay. Das Bahnhofsgebäude ist rechts zu sehen.

## Werdegang
Georg Adam Bauer wurde 1828 in Wunsiedel als Sohn des Tuchmachermeisters Johann Bauer und seiner Frau Rosina Bauer, geb. Purucker, geboren. Er legt am 29. Dezember 1849 die theoretische Prüfung für den Staatsbaudienst ab; der praktische Teil folgte 1852. Ab Juni 1852 war er Rektor und Lehrer an der Gewerbeschule und städtischer Baubeamter in Nördlingen. Nach einer tätlichen Auseinandersetzung mit zwei Lehrerkollegen wird ihm zum 1. April 1856 gekündigt.
Ab 1861 arbeitete er als Ingenieur für den Ausbau des bayerischen Schienennetzes. Er war von 1861 bis 1865 für die Nürnberg–Würzburger Bahn in Neustadt an der Aisch, von 1865 bis 1869 für die Altmühlbahn, der heutigen Teilstrecke der Bahnstrecke Treuchtlingen–Nürnberg in Weißenburg sowie von 1869 bis 1876 für die Donautal- und Vizinalbahn Sinzing-Alling in Regensburg zuständig. Er war unter anderem für das Aussehen der Bahnhofsgebäude innerhalb seines Streckenabschnitts zuständig. Darunter gehört auch das Bahnhofsgebäude der Stadt Weißenburg in Bayern, einer Großen Kreisstadt im heutigen mittelfränkischen Landkreis Weißenburg-Gunzenhausen. Wenige Wochen nach Einweihung der Bahnstrecke wurde er am 12. November 1869 als erste Person zum Ehrenbürger der Stadt Weißenburg ernannt.